# Turi Rog
Turi Rog (en rus: Турий Рог) és un poble del krai de Primórie, a l'Extrem Orient de Rússia, que en el cens del 2010 tenia 472 habitants. Es troba al districte rural de Khankaiski. Abans la vila es deia Voronéjskoie.